# Xu Bing
Xu Bing 徐冰 est un artiste contemporain chinois.

## Biographie
Alors qu'il est enfant pendant la révolution culturelle, son père, professeur d'histoire à l'université de Pékin, fut banni de son poste et trouva refuge dans la campagne chinoise. 13 ans plus tard, il déménage aux États-Unis.
En 2008, Xu Bing retourne en Chine pour occuper le poste de vice-président de l'académie centrale des beaux-arts.
En 2013, il publie Une Histoire Sans Mots, un roman exclusivement écrit avec des pictogrammes,.
Son premier long métrage Dragonfly Eyes est sélectionné au Festival international du film de Locarno 2017 et au Festival du film de Cabourg 2018.

## Œuvres
- A Book From the Sky, (96x1524 cm), 1987-1991, installation de rouleaux suspendus (Ullens Center for Contemporary Art de Pékin).

Cette œuvre est à confronter avec le  Codex seraphinianus écrit vers la fin des années 1970 par Luigi Serafini et publié en 1981

## Filmographie
- 2017 : Dragonfly Eyes

## Prix et récompenses
- Prix MacArthur (1999)
- Prix de la culture asiatique de Fukuoka (2003)